# Zita Seabra
Zita Maria de Seabra Roseiro (Coímbra, Santa Cruz, 25 de mayo de 1949) es una política, y editora portuguesa.

## Biografía
Es hija del ingeniero Mário Ramos Carvalho Roseiro (Tondela, Molelos, 11 de abril de 1921) y de su mujer Zita Moreira Marques de Seabra (ca. 1925).
En 1966, adhirió al Partido Comunista Portugués, y se vio obligada a pasar a la clandestinidad en 1967, antes de cumplir los dieciocho años, y habiendo sido controladora en la Unión de Estudiantes Comunistas, antes y después de la Revolución de los Claveles (del 25 de abril). Fue diputada en la Assembleia da República entre 1980 a 1987, por los círculos de Lisboa y de Aveiro, siendo luego electa para formar la Comisión Política del Comité Central del PCP, en 1983, para el X Congreso del Partido.
En 1982, había sido la responsable de la introducción de la legislación del aborto, en el Parlamento, y se afirma que fue destacada por el PCP para la creación del Partido Ecologista "Os Verdes", algo desmentido por los dos partidos.
Alejada del PCP por motivos de la Perestroika. Fue una de las más conocidas disidentes, y en virtud del proceso interno se movió y culminó en 1988 con su expulsión de la Comisión Política, en primer lugar, y del Comité Central después. En 1988, publicó el libro O Nome das Coisas: reflexão em tempo de mudança, que tuvo siete ediciones hasta el año siguiente. En marzo de 1989, realizó la cobertura para el diario Expresso de las primeras elecciones libres en la URSS.
Coordinó la Secretaría Nacional Audiovisual en 1993, año en que asumió la presidencia del Instituto Portugués de Cinema. De 1994 a 1995, fue presidente del Instituto Portugués del Arte Cinematográfico y Audiovisual. Entretanto adhirió al Partido Social Demócrata, y en esa condición partidaria, fue concejal de Cultura en la Cámara Municipal de Vila Franca de Xira entre 1997 y 2001. Editora de la revista Quetzal, fue además administradora y directora editorial de la Bertrand Editora, y actualmente presidenta del Consejo de Administración y directora editorial de la Alêtheia Editores, de la cual fue fundadora. En 2005, fue elegida por el círculo de Coímbra, y diputada, y vicepresidenta del Grupo Parlamentario del PSD en la Asamblea de la República hasta octubre de 2007. En ese periodo en la Legislatura, se destacó por sus posiciones tomadas contra la legalización del aborto, de la que había sido una de las más acérrimas defensoras en sus tiempos de militancia comunista. En el XIII Congresso del PSD, pasó a ser una de los seis vicepresidentes de la Comisión Política Nacional de ese partido, cargo que desempeñó hasta mayo de 2008.
Fue signataria del Manifiesto y Peticiones en Defensa de la Lengua Portuguesa Contra el Acuerdo Ortográfico de 1990 que discurre en Portugal.
Se casó con el también histórico comunista Carlos Alfredo de Brito, de quien tiene dos hijas, Ana y Rita de Seabra Roseiro de Brito. Y tiene otro hijo del médico João Guimarães, Francisco de Seabra Roseiro Guimarães.
En 2012, fue nombrada integrante para el Consejo de Opinión de la Radio y Televisión de Portugal
Actualmente recibe del Estado, una subvención vitalicia mensual de 3000 euros.

## Algunas publicaciones
- O Nome das coisas, Mem Martins: Publicações Europa-América, 159 pp. 1988

- Foi Assim, Lisboa: Alêtheia, 443 pp. ISBN	9896221138, ISBN 9789896221133 2007[8]

- A Quark for Mister Mark: 101 Poems about Science. Con Maurice Riordan, Jon Turney, Champalimaud Foundation. Alêtheia Editores, 208 pp. 2011

- “Auto de Fé – A Igreja na inquisição da opinião pública”. Lisboa: Alêtheia, 332 pp. ISBN 9896224986, ISBN 9789896224981 2012[9][10]

### Traducciones
- Interrogatório à distância: Václav Havel; entrevista com Karel Hvízd'Ala, Lisboa: Inquérito, 1990